# IFU
För andra betydelser, se IFU (olika betydelser).
IFU (Institutet för försäkringsutbildning) är en utbildningsinstitution inom försäkringsbranschen i Sverige. Den vänder sig till yrkesverksamma inom exempelvis försäkringsbolag, försäkringsmäklare och bank. Årligen håller IFU närmare 100 kurser varav de flesta ingår i diplomprogram.
IFU bildades 1952 och var länge försäkringsbranschens eget utbildningsinstitut. 2002 förvärvades man av HHS Executive Education, ett dotterbolag till Handelshögskolan i Stockholm. Sedan 2005 är man en del av IFL vid Handelshögskolan i Stockholm AB.
Eventuellt överskott går till forskning vid Handelshögskolan i Stockholm. IFU var ursprungligen en akronym för Institutet för försäkringsutbildning.